# Thávyne Ferrari
Thávyne Ferrari Giugliodori (São Bernardo do Campo, 27 de abril de 1994), mais conhecida pelo seu nome artístico Thávyne Ferrari, é uma atriz brasileira.

## Biografia
Thávyne Ferrari, iniciou sua carreira ainda na infância, seu talento mesclado a paixão pela arte de interpretar a fez chegar até as telinhas da televisão.
Ainda pequena, Thávyne assistia os programas de televisão em casa, e sempre acabava por imitar os personagens que via. O tempo passa, os pais percebendo o carinho da filha pela arte, acabam por levar Ferrari a uma agência de atores e modelos na época. Thávyne gostava de fazer graça frente as câmeras, algo muito incomum para crianças de sua idade. A idade de quatro anos já foi a mesma de uma atriz requisitada, tendo mais de 200 comerciais para televisão ao longo da carreira desde a infância.
Sua aparição no cinema ocorreu em 2001 no filme  O Invasor de Beto Brant no papel da filha de Giba. Logo em seguida no ano de 2004 foi a personagem Victória em Jogo Subterrâneo de Jorge Durán.
Seu único trabalho no teatro foi Portinari - A Ópera em 2003.
Aos oito anos de idade ganhou seu primeiro papel na novela Seus Olhos exibido pelo SBT em 2004 no papel de Renatinha. Logo em seguida, em 2005 integrou o elenco de Carandiru, Outras Histórias, série de tv exibido pela Rede Globo.
Em 2005, Thávyne Ferrari foi escolhida para interpretar as personagens da série Sítio do Pica-Pau Amarelo: Patty Pop e, em 2006, Flora Caipora. No final de 2006 participou da série da Globo Por Toda Minha Vida, no papel de Elis Regina quando criança.
Em 2007, interpretou a personagem Márcia Maria Brandão Martelli em Paraíso Tropical de 5 de março a 28 de setembro de 2007 novela das nove da TV Globo. No mesmo ano participou da fase final do Dancinha dos Famosos, quadro de dança infantil do Domingão do Faustão.
No ano de 2008 participou da minissérie brasileira Queridos Amigos, escrito pela roteirista Maria Adelaide Amaral.
Em 2009, Thávyne deu vida a Rafinha (Rafaela Rio Preto) na novela Três Irmãs exibido pela TV Globo. Anteriormente nesse ano já participou do filme Não Pise na Bola do diretor Charles Daves. Nesse ano, a atriz rendeu a Rafinha: o Prêmio Contigo! de TV de melhor atriz infantil do ano e uma indicação ao Troféu Domingão – Melhores do Ano.
Em 2013 integrou o elenco de Amor à Vida interpretando Sandrinha já na fase jovem adulta com 16 anos.

## Vida pessoal
Com uma carreira de mais de 15 anos consolidada como atriz, Thávyne teve que  voltar para São Paulo logo após Amor à Vida, sendo necessário uma parada em suas atuações na televisão afim de acompanhar de perto o tratamento da mãe que sofria com uma grave doença nos rins, estudar biomedicina e com seus 24 anos de idade aguardar o nascimento do seu primeiro filho Henrique César, em uma gestação de risco, fruto do seu relacionamento com Danilo César Espindola.

## Televisão
| Ano  | Título                      | Personagem                    |
| ---- | --------------------------- | ----------------------------- |
| 2004 | Seus Olhos                  | Renatinha                     |
| 2005 | Carandiru, Outras Histórias |                               |
| 2005 | Sítio do Pica-Pau Amarelo   | Patty Pop                     |
| 2006 | Sítio do Pica-Pau Amarelo   | Flora Caipora                 |
| 2006 | Por Toda Minha Vida         | Elis Regina (criança)         |
| 2007 | Paraíso Tropical            | Márcia Maria Brandão Martelli |
| 2008 | Queridos Amigos             | Rosa                          |
| 2009 | Três Irmãs                  | Rafinha (Rafaela Rio Preto)   |
| 2013 | Amor à Vida                 | Sandrinha                     |

## Cinema
| Ano  | Título            | Personagem    |
| ---- | ----------------- | ------------- |
| 2009 | Não Pise na Bola! | Amanda        |
| 2004 | Jogo Subterrâneo  | Victória      |
| 2001 | O Invasor         | Filha de Giba |

### Teatro
| Ano  | Título                                              |
| ---- | --------------------------------------------------- |
| 2003 | Projeto Pocket Opera (Sesc) - "Portinari - A Ópera" |

## Prêmios e indicações
| Ano  | Novela     | Prêmio                   | Categoria             | Resultado |
| ---- | ---------- | ------------------------ | --------------------- | --------- |
| 2009 | Três Irmãs | Prêmio Contigo! de TV    | Melhor Atriz Infantil | Ganhou    |
| 2009 | Três Irmãs | Melhores do Ano Domingão | Melhor Atriz Mirim    | Indicada  |